# Anilina
La anilina, fenilamina o aminobenceno, de fórmula C6H5NH2, es un compuesto orgánico, líquido, oleoso, ligeramente amarillo de olor característico.  No se evapora fácilmente a temperatura ambiente. La anilina es levemente soluble en agua y se disuelve fácilmente en la mayoría de los disolventes orgánicos. La anilina es la amina aromática más sencilla e importante, es una amina primaria ligada a un grupo fenilo.
Se le utiliza para fabricar una amplia variedad de productos, como por ejemplo, la espuma de poliuretano, productos químicos agrícolas, pinturas sintéticas, antioxidantes, estabilizadores para la industria del caucho, herbicidas, barnices y explosivos.Además, es un compuesto fundamental en la producción de tinturas.

## Historia

### Orígenes de la anilina

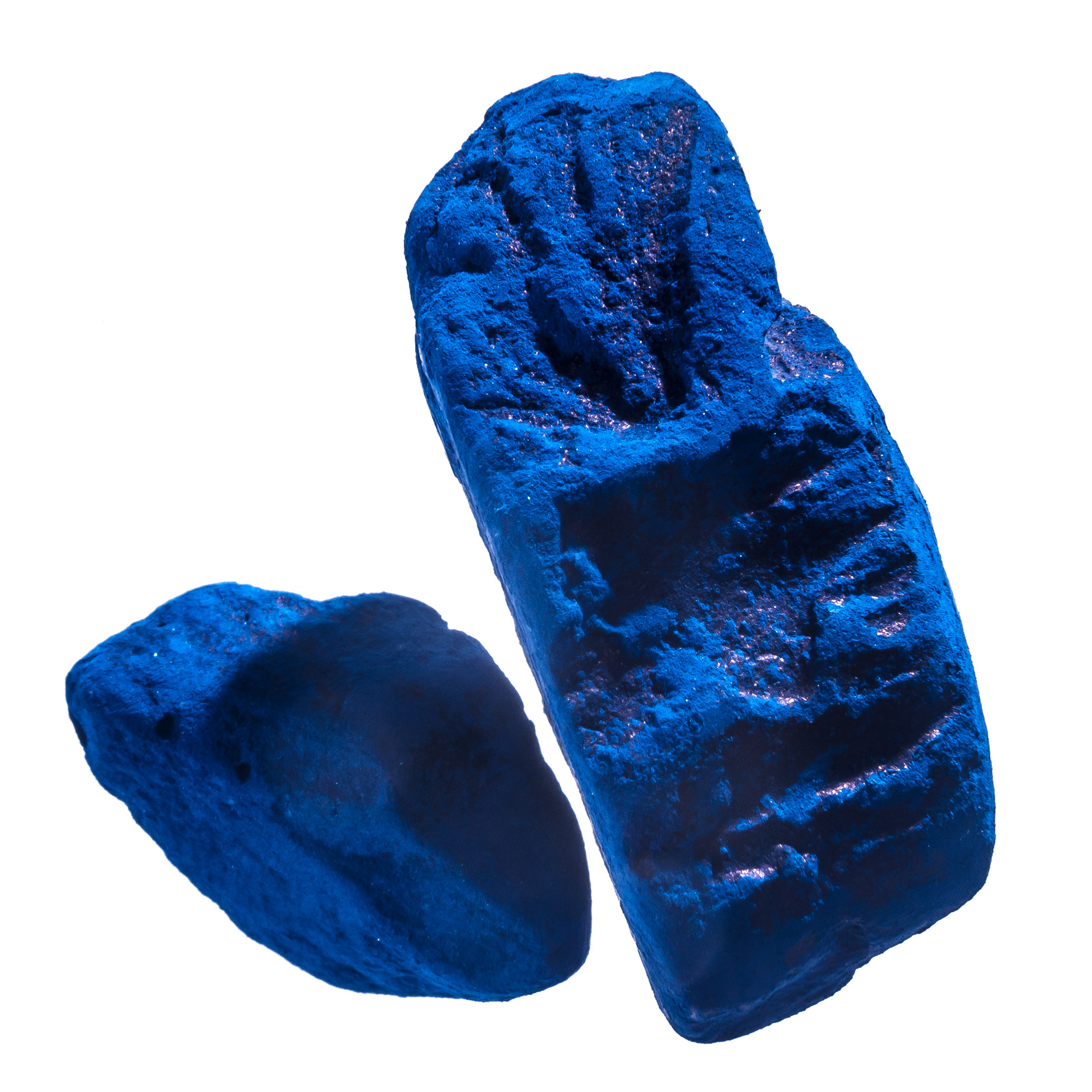
Pasta de colorante índigo, usado para preparar anilina por el descubridor de la anilina.

Con el paso de la Edad Media, Europa fue convirtiéndose gradualmente en una potencia de intercambios marítimos hasta llegar a dominar completamente el mercado. Pronto todos los tintes eran traídos desde India o América.  Con los altos precios de envío y ninguna posibilidad de obtener materia prima en las cercanías, los químicos europeos iniciaron una carrera para encontrar un sustituto sintético. Sin embargo no fue hasta inicios del siglo XIX que la síntesis química había avanzado lo suficiente para preparar tintes sintéticos.
La anilina fue aislada por primera vez en 1826 por Otto Unverdorben por destilación destructiva del índigo  y la llamó crystallin. En 1834, Friedlieb Runge aisló una sustancia a partir del alquitrán de hulla que se volvió de color azul cuando la trató con hipoclorito de calcio y la nombró kyanol o cyanol. En 1840, Carl Julius Fritzsche trató el índigo con potasa cáustica y obtuvo un aceite que llamó aniline, a partir de una planta de la que se extrae el índigo, Añil (Indigofera suffruticosa). En 1842, Nikolay Nikolaevich Zinin redujo nitrobenceno y obtuvo una base que llamó benzidam.
En 1843, August Wilhelm von Hofmann  mostró que éstas eran la misma sustancia, y a partir de entonces se conoció como fenilamina o anilina.

### Tintes sintéticos
La posibilidad de producir a gran escala la anilina desencadenó una serie de intentos por producir tintes sintéticos. El primer éxito comercial fue realizado en Londres en 1859 por uno de los estudiantes de Hofmann, William Henry Perkin. El compuesto es conocido como púrpura de anilina y fue patentado por su creador. En 1864, el desarrollo de la ingeniería química permitió la producción en masa de este compuesto. Otros tintes sintéticos basados en la anilina son: safranina, fucsina e indulina. Los inicios de Badische Anilin- und Soda-Fabrik (BASF), uno de los fabricantes de químicos más grandes en el mundo, se deben en gran medida a la producción de tintes sintéticos a partir de la anilina.

## Producción
Se la produce industrialmente en dos pasos, a partir del benceno. En el primer paso, se realiza la nitración usando una mezcla de ácido nítrico y ácido sulfúrico concentrados a una temperatura de 50 a 60 °C, lo que genera nitrobenceno. En el segundo paso, el nitrobenceno es hidrogenado a 200-300 °C en presencia de varios catalizadores metálicos. Alternativamente, la anilina puede prepararse a partir de fenol y amoníaco.

## Propiedades
Esta molécula no se evapora fácilmente a temperatura ambiente, es levemente soluble en agua y se disuelve fácilmente en la mayoría de los solventes orgánicos.
Su grupo amino le da su olor característico, y debido al anillo aromático en su estructura, la misma es una amina aromática.

## Usos

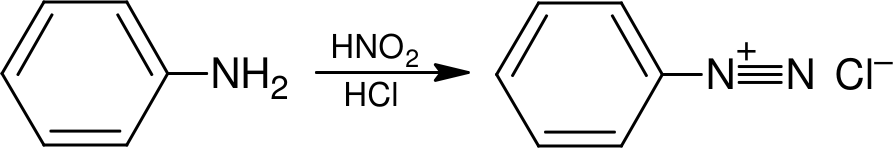
Las sales de diazonio aromáticas se preparan a partir de aminas aromáticas, en este caso, la anilina

Uno de los principales usos de la anilina es para la producción de diaminodifenilmetano y compuestos relacionados para la industria química, la cual acapara la mayoría de su demanda. Sin embargo, la anilina se utiliza también para la fabricación de caucho, herbicidas, productos a base de látex, barnices, explosivos, aditivos, pigmentos e inclusive encuentra aplicación en la industria farmacéutica.
Como aditivos para el caucho, la anilina sirve como base para generar antioxidantes como la difenilamina y otras fenilendiaminas. En la sección de medicamentos, esta molécula es la base estructural para la síntesis química del paracetamol. Y en la industria textil, la anilina tiene su uso principal como precursor del color índigo, tinte que se utiliza para pintar de azul las telas.

## Toxicidad
Puede ser tóxica si se ingiere, inhala o por contacto con la piel. La anilina daña a la hemoglobina, una proteína que transporta el oxígeno en la sangre. La hemoglobina dañada no puede transportar oxígeno. Este trastorno se conoce como metahemoglobinemia y su gravedad depende de la cantidad de anilina a la que se expuso y de la duración de la exposición. La metahemoglobinemia, el síntoma más sobresaliente de intoxicación con anilina en seres humanos, produce cianosis (una coloración azul-púrpura de la piel) tras la exposición aguda a altos niveles de anilina. También pueden ocurrir mareos, dolores de cabeza, latido irregular del corazón, convulsiones, coma y en casos extremos la muerte. El contacto directo con la anilina también puede producir irritación de la piel y los ojos hinchados.
La exposición prolongada a niveles de anilina más bajos puede causar síntomas similares a los observados en casos de exposición aguda a altos niveles. No hay datos fiables acerca de si la anilina afecta adversamente la reproducción en seres humanos. Los estudios en animales no han demostrado efectos adversos de la anilina sobre la reproducción.
Sin embargo, sí se ha probado que tiene repercusiones cancerígenas sobre ratas que han ingerido alimentos contaminados por anilina de por vida, desarrollando cáncer de bazo, por lo que hay probabilidades de que sea cancerígena en seres humanos.

### Precaución y primeros auxilios
Debido a la amplia variedad de procesos en los que se encuentra la anilina y las distintas presentaciones (estado físico y concentración) que ésta puede tener, no existe una reglamentación estricta acerca de su manipulación, solo se recomienda evitar su inhalación, ingesta, contacto directo y exposición por periodos prolongados. 
En caso necesario, se procuran los siguientes primeros auxilios:
- Inhalación: tomar aire fresco y recurrir a la atención médica.
- Contacto con la piel: remover ropa contaminada, lavarse la piel con agua y jabón y recurrir a la atención médica.
- Contacto con los ojos: enjuagar con agua abundantemente, quitar lentes de contacto en caso de que los hubiese, recurrir a un médico.
- Ingesta: enjuagar la boca con agua e inducir el vómito si la persona está consciente. Posteriormente recurrir al médico.[12]

## Efectos sobre la salud
Debido a los resultados de los estudios de toxicidad de la molécula y su alta cotidianeidad en diferentes industrias, es fundamental analizar los medios de exposición y efectos de este compuesto en la salud.
La anilina puede ser tóxica no solo mediante la ingesta, sino también de manera inhalada o por contacto.
Una persona normal será expuesta a anilina mediante el consumo de alimentos contaminados con el compuesto, no obstante, la cantidad es muy pequeña y no representa peligro. Sin embargo, si una persona trabaja en una industria donde se labora con este químico, la probabilidad de exposición es mayor y se deben considerar medidas de precaución.
La anilina también se ha detectado en el humo de tabaco, de manera que tanto fumadores activos como pasivos se ven expuestos a mayores cantidades, así como personas que residen cerca de plantas de tratamiento de agua, ya que en éstas se encuentran los desechos de diversas industrias que pueden utilizar esta molécula en sus procesos.

## Anilina en el ambiente
Además de la toxicidad de la molécula, también se han analizado los efectos de la anilina en el ambiente.
En el aire, es rápidamente degradada por otros químicos y por la luz solar en unos cuantos días. 
En agua, suele sedimentarse o adherirse a la materia del subsuelo, donde es principalmente degradada por bacterias y otros microorganismos. 
En el suelo, una mínima parte de la anilina se evapora, pero generalmente tiende a filtrarse a las aguas subterráneas donde es igualmente degradada por microorganismos.